# Mazéage
En sidérurgie, le mazéage est une opération d'affinage, tombée en désuétude à la fin du XIXe siècle, dont le but principal consiste à retirer la plupart du silicium contenu dans une gueuse de fonte brute. Suivant les procédés et l'intensité avec laquelle l'opération est menée, le mazéage amène aussi une combustion du carbone et du manganèse. Le mazéage peut aussi être une opération de désulfuration des fontes élaborées au coke, le bloc de fonte à demi-affinée obtenu s'appelle une « mazelle ».

« Autrefois, lorsque les hauts fourneaux produisaient principalement de la fonte de moulage, les ateliers d'affinage ne recevaient pas d'autre fonte et le mazéage jouait, dans les forges, un rôle important ; on désignait ainsi l'opération qui avait pour but l'élimination du silicium.

En soumettant la fonte grise à ce procédé d'épuration on la débarrassait du silicium et du manganèse qu'elle pouvait contenir, elle devenait blanche et s'affinait dès lors avec une beaucoup plus grande rapidité ; il ne restait plus, en effet, à enlever que le carbone, les fours à ce destinés produisaient davantage, leur puissance était mieux utilisée. »

— Adolf Ledebur, Manuel théorique et pratique de la métallurgie du fer
Techniquement, l'opération consiste à oxyder de la fonte portée à haute température. Il existe deux manières d'apporter de l'oxygène. La première consiste à souffler de l'air au-dessus d'un bain de fonte maintenu en fusion, il s'agit là d'un ancêtre du procédé Bessemer, poussé suffisamment longtemps et avec assez d'intensité ce procédé permet l'obtention d'acier naturel. La seconde méthode consiste à faire réagir de la fonte à haute température avec des oxydes de fer. On peut, par exemple, injecter des fines dans le vent soufflé dans le haut fourneau.
Bien entendu, il existe de nombreuses techniques combinant ces deux principes dans des fours dédiés. Les méthodes de mazéage varient considérablement suivant les lieux. Le mot, d'origine obscure (Jean-Henri Hassenfratz l'associe au mot « macération ») groupe un grand nombre de procédés développés indépendamment.
En langue anglaise, cette étape préliminaire du traitement de la fonte est appelée refining, par opposition au fining, qui est l'affinage de la fonte en fer ou en acier. L'objectif est, là aussi, de consommer le silicium et de combiner le carbone sous forme de graphite en cémentite, afin de transformer la fonte grise en fonte blanche.
Le mazéage a perdu de son importance lorsque le puddlage, en se généralisant, a généralisé la production de fonte blanche directement en sortie de haut fourneau. Seules les usines dont le minerai ne se prêtait pas à l'obtention directe de fonte blanche ont maintenu cette opération. Elle disparait lorsque le procédé Bessemer est mis au point, celui-ci généralisant la fabrication d'acier au lieu du fer et de la fonte, et demandant des fontes riches en silicium pour mener à bien l'affinage.